# 云南七叶树
云南七叶树（学名：Aesculus wangii）是无患子科七叶树属的植物，是中国的特有植物。分布在中国大陆的云南等地，生长于海拔900米至1,700米的地区，多生长于林中，目前已由人工引种栽培。

## 异名
- Aesculus rupicola Hu et Fang
- Aesculus wangii Hu ex Fang var. rupicola (Hu et Fang) Fang